# Úszóképesség

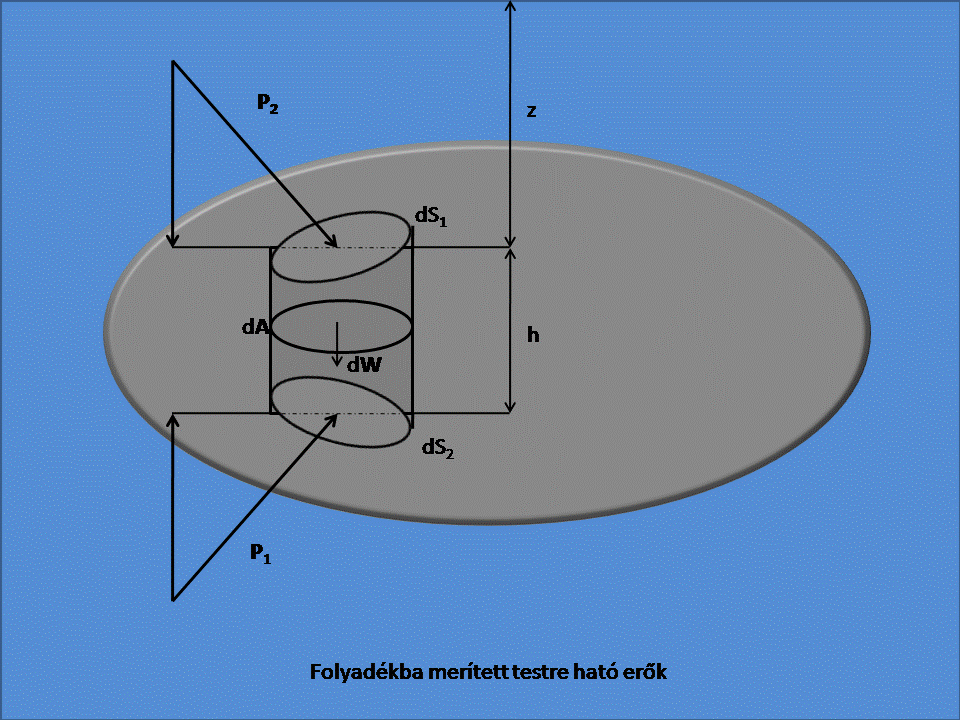
Folyadékba merített testre ható erők

Tekintsünk egy ρF sűrűségű folyadékba merített ρT sűrűségű testet, és annak egy dA keresztmetszetű, z tengelyű elliptikus hengerrel kimetszett dV térfogatelemét. A térfogatelemre a dW súlyerőn kívül a folyadék oldalról a P1 és P2 erők is hatnak. A P1 a folyadék (z+h) mélységében mérhető nyomásból származik, és a dS1 felület n1 normálisának irányában hat, míg a P2 a z mélységű nyomásból ered, és a dS2 felület n2 normálisának irányába hat. Ezek alapján:
P1 = - (z+h) ρF g dS1 n1
P2 = - z ρF g dS2 n2
dW = ρT g dV ez
Ezen erők eredőjének z irányú komponense amennyiben a P1 és P2 erők abszolút értékét P1 és P2 jelöli:
dF = (cosα2 P2 - cosα1 P1 + ρT g dV) ez
dF = [(cosα2 z ρF g dS2 - cosα1 (z+h) ρF g dS1 + ρT g dV)] ez
A dS1 és dS2 felületek az xy síkkal - merőleges szárú szögeket szerkesztvén - ugyanolyan szöget zárnak be, mint a P1 és P2 vektorok a z tengellyel, így a cosα1 dS1 szorzat a dS1 felület, a cosα2 dS2 szorzat a dS1 felület x, y síkra vonatkozó vetületét állítja elő, ami mindkettőnél ugyanaz a dA. Ezt beírva a dF = [(cosα2 z ρF g dS2 - cosα1 (z+h) ρF g dS1 + ρT g dV)] ez egyenletbe
dF = [ ρT g dV - h dA ρF g] ez
A h dA szorzat viszont épp a tekintett dV térfogatelemet állítja elő, ezért
dF = (ρT - ρT) g dV ez
Integrálva a teljes térfogatra, a testre ható F erő
F = (ρT V g - ρF V g) ez
Az egyenlet két tagból, egy felfelé mutató összetevőből, ennek nagysága a kiszorított folyadék súlyával egyenlő, és a test súlyával azonos lefelé mutató erőből tevődik össze. Az így megfogalmazott összefüggés nem más, mint a jól ismert Arkhimédész törvénye. Ha ρF nagyobb, mint a test ρT sűrűsége akkor a test felúszik, ellenkező esetben elmerül. Egy felszínen lebegő test annyi folyadékot szorít ki, melynek súlya megegyezik a test súlyával.